# Риџфилд (Вашингтон)
Риџфилд (енгл. Ridgefield) град је у америчкој савезној држави Вашингтон. По попису становништва из 2010. у њему је живело 4.763 становника.

## Демографија
Према попису становништва из 2010. у граду је живело 4.763 становника, што је 2.616 (121,8%) становника више него 2000. године.
| Група             | 2000.         | 2010.         |
| Белци             | 2.022 (94,2%) | 4.243 (89,1%) |
| Афроамериканци    | 6 (0,3%)      | 42 (0,9%)     |
| Азијати           | 15 (0,7%)     | 94 (2,0%)     |
| Хиспаноамериканци | 38 (1,8%)     | 245 (5,1%)    |
| Укупно            | 2.147         | 4.763         |